# Zaburzenia obsesyjno-kompulsyjne
Zaburzenia obsesyjno-kompulsyjne, dawniej nerwica natręctw (ang. obsessive-compulsive disorder, OCD) – zaburzenie psychiczne (przez niektórych specjalistów zdrowia nazywane zaburzeniem neuropsychologicznym), w którym osoba odczuwa potrzebę wielokrotnego wykonywania pewnych czynności (zwanych „kompulsjami”) lub ma pewne powtarzające się myśli (zwane „obsesjami”). Osoba w ten sposób zaburzona nie jest w stanie kontrolować ani tych myśli, ani czynności dłużej niż przez krótką chwilę.
Głównymi cechami zaburzenia obsesyjno-kompulsywnego są:
1. nawracające obsesje, czyli natrętne myśli (uporczywe impulsy, obrazy bądź myśli), które powodują duże cierpienie psychiczne (między innymi niepokój i lęk)[1];
2. kompulsje, czyli rytuały, natrętne czynności. Kompulsje to powtarzające się myśli, obrazy, bądź zachowania, w które osoba cierpiąca z powodu zaburzenia obsesyjno-kompulsywnego „czuje się zmuszona uciekać w reakcji na obsesję albo w myśl stosowania się do sztywnych zasad. Na ogół kompulsje i obsesje są powiązane w ten sposób, że kompulsja służy zlikwidowaniu lub złagodzeniu cierpienia psychicznego towarzyszącemu obsesji”[1];
3. obecność budzących niepokój lub niechcianych myśli dotyczących różnych sfer życia, na przykład: zakażenia, zabrudzenia, religii, seksu, wyrządzenia komuś krzywdy oraz obecność niepokojących bądź niechcianych wątpliwości[3].

Do powszechnych kompulsji (rytuałów) należy mycie rąk, zliczanie przedmiotów i sprawdzanie, czy drzwi są zamknięte, odmawianie w określony sposób modlitw, specjalne myśli, które mają zapobiec innym (negatywnym) myślom. Niektórym może być trudno wyrzucać rzeczy. Te czynności występują do tego stopnia, że mają negatywny wpływ na codzienne życie danej osoby. Zazwyczaj zajmują one ponad godzinę dziennie. Większość dorosłych zdaje sobie sprawę, że takie zachowania nie mają sensu. Zdarza się, że objawy zaburzenia obsesyjno-kompulsywnego pojawiają się nagle, ale zazwyczaj zaburzenie rozwija się stopniowo a nieleczone zwykle ma przebieg przewlekły (objawy na przemian się nasilają i słabną).
W ICD-10 zaburzenie obsesyjno-kompulsyjne klasyfikuje się jako F42; oznaczenie jako F42.0 oznacza zaburzenia obsesyjno-kompulsyjne z przewagą myśli obsesyjnych, a F42.1 z przewagą czynności natrętnych (rytuałów). W ICD-11 OCD jest klasyfikowane jako 6B20. W DSM-IV klasyfikowane było wśród zaburzeń lękowych, natomiast w DSM-5 znajduje się w oddzielnym, nowym rozdziale „Zaburzenia obsesyjno-kompulsyjne i podobne”.
Rozpoznanie OCD należy preferować w przypadku, gdy objawy zaburzenia powstają lub utrzymują się poza epizodem depresyjnym.
Zaburzenie obsesyjno-kompulsyjne należy odróżnić od osobowości anankastycznej. Osobowość anankastyczna charakteryzuje się poczuciem niepewności, wątpliwości, przesadną dokładnością, zaabsorbowaniem szczegółami, sprawdzaniem, ostrożnością, dążeniem do perfekcjonizmu, nadmierną skrupulatnością oraz sztywnością i uporem. Mogą występować obsesje i kompulsje, jednak nie osiągają one takiego nasilenia, jak w zaburzeniu obsesyjno-kompulsyjnym.

## Epidemiologia
Brak danych
     <45
     45–52.5
     52.5–60
     60–67.5
     67.5–75
     75–82.5
     82.5–90
     90–97.5
     97.5–105
     105–112.5
     112.5–120
     >120

Wskaźnik DALY oszacowany dla zaburzeń obsesyjno-kompulsywnych na 100 000 mieszkańców w 2004 roku.

Zaburzenia obsesyjno-kompulsywne dotykają około 2,3% ludzi na jakimś etapie ich życia. W ciągu danego roku odsetek ludności wynosi około 1,2% i ma to miejsce na całym świecie. Nie ma istotnych różnic w rozpowszechnieniu u kobiet i u mężczyzn. Rzadko zdarza się, aby objawy pojawiły się po trzydziestym piątym roku życia, a połowa chorych zaczyna odczuwać objawy przed dwudziestym rokiem życia. W 25% przypadków objawy zaczynają się przed 14. rokiem życia, w 80% przed 25. rokiem życia.

### Towarzyszące schorzenia
U osób z OCD można rozpoznać inne schorzenia, oprócz lub zamiast OCD, takie jak wspomniane wyżej zaburzenie osobowości obsesyjno-kompulsywne, zaburzenia depresyjne, zaburzenie dwubiegunowe, zaburzenie lękowe uogólnione, anoreksja, zaburzenie lęku społecznego, bulimia, zespół Tourette’a, zaburzenia spektrum autyzmu, ADHD, dermatillomania (patologiczne skubanie skóry), cielesne zaburzenie dysmorficzne i trichotillomania. Ponad 50 procent osób doświadcza skłonności samobójczych, a 15 procent podejmuje próby samobójcze. Depresja, stany lękowe i wcześniejsze próby samobójcze zwiększają ryzyko przyszłych prób samobójczych.
Wykazano również, że jednostki z OCD cierpią na zespół opóźnionej fazy snu z częstością znacznie większą niż ogół społeczeństwa. Ponadto ciężkie objawy OCD są systematycznie związane z poważniejszymi zaburzeniami snu. Zmniejszony całkowity czas snu i jego efektywność zostały zaobserwowane u osób z OCD, wraz z odroczonym czasem snu i zwiększoną częstością występowania zaburzeń fazy snu.
Osoba wykazująca objawy OCD nie musi koniecznie posiadać OCD. Zachowania, które są (lub wydają się być) obsesyjne lub kompulsywne mogą być również obecne w wielu innych schorzeniach, w tym w zaburzeniu osobowości obsesyjno-kompulsywnej (OCPD), zaburzeniu spektrum autyzmu lub zaburzeniach, gdzie perseweracja jest potencjalną cechą (ADHD, PTSD i inne). Niektórym z OCD towarzyszą objawy typowe dla zespołu Tourette’a, takie jak kompulsje, które mogą przypominać tiki ruchowe.
Mit rozpowszechniony przez Zygmunta Freuda dotyczący ponadprzeciętnej inteligencji u osób z OCD został niedawno obalony.

## Objawy i przebieg
Przebieg OCD jest przewlekły, falujący, z zaostrzeniami i poprawami. Niekiedy początek zaburzenia jest ostry (nagły). 5–10% chorych doświadcza pełnej remisji objawów, u 6–10% nie ma remisji i przebieg jest stale postępujący. Osoby doświadczające obsesji i kompulsji zdają sobie sprawę z irracjonalności swoich myśli i zachowań (co różni obsesje i kompulsje od urojeń), jednak z powodu lęku są one zmuszone do wykonywania określonych czynności.

### Obsesje
Obsesjami nazywa się występowanie u chorego irracjonalnych myśli, które pojawiają się w świadomości automatycznie i powodują u pacjenta cierpienie oraz chęć uwolnienia się od nich. Myśli najczęściej dotyczą przemocy, religii czy seksualności, jak również dążenia do porządku (czystości) i symetrii (układaniu przedmiotów w symetryczny sposób). Innymi często pojawiającymi się myślami są te odnoszące się do zdrowia i obaw przed zakażaniem się jakąś chorobą, potrzebą zachowania nieskazitelnej czystości ciała, nieustanne myślenie, czy wszystko dopięło się na ostatni guzik (co powoduje wielokrotne, absurdalne sprawdzanie wszystkiego).

### Kompulsje
Kompulsje to czynności, które chory wykonuje w celu zapobiegnięcia jakiemuś wydarzeniu, które miałoby się dokonać, jeśli dana czynność nie zostanie wykonana.

## Przyczyny
Przyczyna nerwicy natręctw jest nieznana i złożona. Uważa się, że rolę odgrywają czynniki środowiskowe i genetyczne. Czynniki ryzyka obejmują historię niekorzystnych doświadczeń z dzieciństwa lub innych zdarzeń wywołujących stres. Choroba natręctw może być wynikiem:
- doświadczeń z dzieciństwa dotyczących poczucia odpowiedzialności za zapobieganie ewentualnym zagrożeniom;
- nieprawidłowego funkcjonowania mózgu (nadaktywności niektórych jego obszarów, m.in. kory przedczołowej, jądra ogoniastego, kory okrężnej, ciała prążkowanego, zwojów podstawy). Według badań przyczynami zaburzenia obsesyjno-kompulsyjnego mogą być nieprawidłowości w funkcjonowaniu niektórych obszarów mózgu, a przede wszystkim: płata czołowego, przedniej części zakrętu obręczy oraz jąder podkorowych. Kluczową rolę w patogenezie OCD odgrywa jądro ogoniaste. Jedna z hipotez tłumaczy objawy zaburzenia utratą kontroli impulsów i zachowań wskutek nieprawidłowości w obrębie pętli neuronalnych obejmujących grzbietowo-boczną korę przedczołową, jądro ogoniaste, prążkowie i wzgórze (obwodu korowo-prążkowiowo-wzgórzowo-korowego, ang. cortico-striato-thalamo-cortical circuit, CSTC)[23][24];
- nieprawidłowości wynikające z budowy anatomicznej lub funkcjonowania ośrodkowego układu nerwowego;
- czynników genetycznych[25];
- istnieją przesłanki wskazujące, że nerwica natręctw może się rozwinąć w następstwie infekcji paciorkowcami[26].

## Leczenie
Leczenie OCD obejmuje farmakoterapię, psychoterapię i psychoedukację. W OCD z przewagą natręctw psychoterapia wydaje się mieć przewagę nad oddziaływaniami farmakologicznymi. Meta-analiza badań porównująca skuteczność farmakoterapii (antydepresanty) i psychoterapii (poznawcze i behawioralne) wskazała na większą efektywność tych drugich. Jednak w wielu eksperymentach badani podczas psychoterapii mieli zezwolenie na korzystanie z leków. Autorzy meta-analizy konkludują, że najbezpieczniej jest założyć, że łączenie obu form leczenia jest najbardziej efektywne.

### Psychoterapia
Rekomendowaną metodą psychoterapeutyczną jest terapia poznawczo-behawioralna (ang. cognitive behavioural therapy – CBT), a szczególnie forma zawierająca technikę ekspozycji i powstrzymania reakcji (ang. exposure with response prevention – ERP), która została opracowana z myślą o terapii ZOK. Metody CBT mają najlepiej udowodnioną efektywność (wiele badań z randomizacją i kontrolą efektu placebo). Terapia stricte poznawcza (np. restrukturyzacja poznawcza) jest bardziej skuteczna od placebo: pomaga zmniejszać dystres, pozbywać się dysfunkcyjnych przekonań związanych z objawami i motywować do leczenia, choć ERP ma być lepsza. Sama terapia behawioralna również jest efektywna: ekspozycja może być przeprowadzana w wyobraźni (przed zastosowaniem in vivo), ale lepiej, żeby odbywała się przy terapeucie, a nie tylko podczas zadań domowych. Najprawdopodobniej grupowa wersja CBT jest efektywna, choć przydałoby się więcej badań z grupami placebo.
Opracowuje się programy CBT, które mogą być przeprowadzane poza gabinetem (ang. self-help). Programy te różnią się formą (np. książki, kursy online) i intensywnością kontaktu ze specjalistą (od braku kontaktu, poprzez kontakt ograniczony do maila, aż do wideokonferencji). Wyniki meta-analiz przedstawiają się bardzo obiecująco, ale potrzebnych jest więcej badań kontrolujących efekt placebo. Poza tym, wygląda na to, że kontakt ze specjalistą zwiększa efektywność terapii.
Obiecująco przedstawiają się wstępne ustalenia z meta-analizy badań nad efektywnością terapii metapoznawczej (ang. metacognitive therapy). Badania miały charakter pilotażowy (małe grupy, brak kontroli placebo), więc do wyników należy podchodzić z dużą ostrożnością.
Jedną z form terapii zaburzenia obsesyjno-kompulsywnego jest terapia ekspozycji i powstrzymywania reakcji, podczas której pacjent razem z terapeutą spisuje listę czynności bądź sytuacji wywołujących niepokój bądź natrętne myśli, po czym pozycjonuje je według subiektywnej skali dyskomfortu, planuje i przeprowadza ekspozycje in vivo („w realnym życiu”) oraz ekspozycje wyobrażeniowe, uczy się powstrzymywać reakcje (powstrzymuje się od „zachowań lub czynności umysłowych, do których się ucieka, aby zmniejszyć wywołane obsesjami napięcie czy lęk bądź zapobiec przewidywanym negatywnym konsekwencjom”), omawia zmiany nasilenia niepokoju i lęku doświadczanych podczas ekspozycji i podtrzymywania reakcji, omawia strategie, których zastosowanie ma utrzymać poprawę oraz zapobiec powtórnemu nasileniu się zaburzenia.
Zdarza się, że osoby cierpiące z powodu zaburzenia obsesyjno-kompulsywnego minimalizują znaczenie niektórych sytuacji, umniejszają uciążliwość niektórych z objawów i twierdzą, że rytuały nie pochłaniają wcale tak dużo czasu – specjaliści wskazują na to, że taki sposób myślenia oraz zwyczaj redukowania dyskomfortu (cierpienia psychicznego) i lęku przy użyciu kompulsji podtrzymuje (nawet wzmacnia) objawy tego zaburzenia, zatem osoba cierpiąca w celu zwiększenia motywacji do leczenia może uświadomić sobie to, co tak naprawdę traci oraz wyobrazić sobie zmiany życiowe po ustąpieniu objawów.

### Farmakoterapia
W farmakoterapii OCD zalecane są, przede wszystkim, selektywne inhibitory zwrotnego wychwytu serotoniny (SSRI), a dokładniej: escitalopram, fluoksetyna, fluwoksamina, paroksetyna i sertralina. Lekiem drugiego rzutu ma być klomipramina (TCA), ze względu na większe ryzyko wystąpienia skutków ubocznych. Jako kolejne rekomendowane są citalopram (SSRI), wenlafaksyna (SNRI) i mirtazapina (NaSSA); w ostatniej kolejności – fenelzyna.
Efektywność SSRI jako grupy została udowodniona w randomizowanych badaniach kontrolujących efekt placebo. Najwięcej dowodów przemawia za skutecznością fluoksetyny, fluwoksaminy, paroksetyny i sertraliny. Citalopram, escitalopram i wenlafaksyna testowane były w jednym, dwóch badaniach. Dobrze udokumentowana jest też efektywność klomipraminy. Skuteczność leków SSRI i SNRI nie zależy od nasilenia objawów ZOK.
Niektóre neuroleptyki stosowane są w leczeniu skojarzonym, w przypadku oporności na leczenie lub przy niepełnej odpowiedzi terapeutycznej. Istnieją dowody na skuteczność potencjalizacji leczenia antydepresantów arypiprazolem (tylko dwa badania). Niejasna jest kwestia efektywności po dodaniu rysperydonu (4 badania). Nie stwierdzono skuteczności potencjalizacji olanzapiną (2 badania), haloperydolem (1 badanie), paliperydonem (1 badanie) i kwetiapiną (4 badania). Co do tej ostatniej, dwa badania mierzące efektywność w połączeniu z citalopramem wykazały skuteczność.
Możliwe, że połączenie SSRI i memantyny daje lepsze efekty od terapii samymi antydepresantami. Choć wyniki badań są obiecujące, należy zauważyć, że grupy użyte w nich były niewielkie.
Trwają prace nad ustaleniem przydatności litu i leków przeciwpadaczkowych w terapii pacjentów opornych na standardowe leczenie.
Nie wygląda na to, by w wypadku ZOK dodatek D-cykloseryny do psychoterapii opartych na ekspozycji zwiększał efektywność leczenia. Wyniki są dość niejednoznaczne – możliwe, że występuje niewielki efekt.

### Inne metody
Dobrze prezentują się wyniki meta-analiz badań nad powtarzalną przezczaszkową stymulacją magnetyczną (ang. repetitive transcranial magnetic stimulation – rTMS): terapia rTMS okazała się bardziej efektywna od terapii placebo. Jedyne ograniczenie to fakt, że w meta-analizach uwzględniano tylko krótkoterminowe skutki oddziaływań metody.
W przypadku nieskuteczności leczenia zastosowanie znajdują metody psychochirurgiczne (kapsulotomia, traktotomia podogoniasta).

## Historia
Zaburzenia te określane były dawniej jako „nerwica natręctw” i tradycyjnie zaliczane były do zaburzeń nerwicowych.
Opis objawów zaburzenia obsesyjno-kompulsyjnego przedstawił Jean-Étienne Dominique Esquirol w 1838 roku jako postać monomanii pod nazwą dèlire partiel. Objawy natręctw były jednak znane od wieków, ich opisy można znaleźć w dziełach literackich. Niektóre podręczniki psychiatrii podają przykład Lady Makbet w dramacie Williama Shakespeare’a, która wielokrotnie myła ręce, usiłując zmyć z nich krew i brud.

## Sztuka, rozrywka i media
Filmy i programy telewizyjne często przedstawiają wyidealizowane wyobrażenia zaburzeń takich jak OCD. Reprezentacje te mogą prowadzić do zwiększenia świadomości społecznej, zrozumienia i sympatii dla takich zaburzeń.
- W filmie Lepiej być nie może (1997) aktor Jack Nicholson wciela się w rolę mężczyzny z OCD. Podczas całego filmu, angażuje się w rytualne zachowania (tj. kompulsje), które zakłócają jego życie interpersonalne i zawodowe, filmową reprezentację psychopatologii, która trafnie przedstawia zakłócenia w funkcjonowaniu i cierpienie związane z OCD[62].
- Film Naciągacze (2003), wyreżyserowany przez Ridleya Scotta, przedstawia kanciarza o imieniu Roy (Nicolas Cage), który ma zaburzenia obsesyjno-kompulsywne. Film „rozpoczyna się od Roya w swoim domu, borykającego się z licznymi objawami obsesyjno-kompulsywnymi, które przyjmują formę potrzeby porządku i czystości oraz przymusu trzykrotnego otwierania i zamykania drzwi, przy jednoczesnym głośnym liczeniu, zanim będzie mógł przez nie przejść”[63]
- W amerykańskim serialu komediodramatycznym Detektyw Monk (2002–2009) tytułowy Adrian Monk boi się zarówno kontaktu z ludźmi, jak i brudu[64][65].
- Film Dzień świra (2002) opowiada historię Adama Miauczyńskiego, nauczyciela języka polskiego, który zmaga się z natręctwami i otaczającym go światem[66][67].
- W filmie Aviator (2004) DiCaprio konsultował z ekspertami od zaburzeń obsesyjno-kompulsywnych, żeby lepiej pojąć chorobę, która męczyła Hughesa – wiodącą postać[68].
- W filmie Dom, który zbudował Jack (2018) tytułowy bohater, morderca, kompulsywnie czyści miejsce zbrodni obsesyjnie bojąc się pozostawienia śladów pomimo nadciągającego patrolu policyjnego.[69]

## Klasyfikacja ICD10
| kod ICD10     | nazwa choroby                                        |
| ------------- | ---------------------------------------------------- |
| ICD-10: F42   | Zaburzenie obsesyjno-kompulsyjne                     |
| ICD-10: F42.0 | Zaburzenie z przewagą myśli czy ruminacji natrętnych |
| ICD-10: F42.1 | Zaburzenie z przewagą czynności natrętnych (rytuały) |
| ICD-10: F42.2 | Myśli i czynności natrętne, mieszane                 |